# Krachtbalclub Male
Krachtbalclub Male, afgekort KBC Male, is een Belgische krachtbalclub uit Male bij Brugge die uitkomt in de eerste nationale in zowel de heren- als damescompetitie. 
De club werd opgericht in 1973 en heeft stamnummer 53. De club telt momenteel ongeveer 100 leden.

## Palmares
- Heren
  - Landskampioen: 2006, 2010, 2011, 2012, 2013, 2014, 2015, 2016 en 2017
  - Bekerwinnaar: 2010, 2011, 2015, 2017, 2023 en 2024
- Dames
  - Landskampioen: 1994, 2024, 2025

## Speler/speelster van het jaar
Dames
- 2x Kristel Braem (1993 & 1994)
- 2x Ellen Bosma (2024 & 2025)

Dames belofte
- 1x Sarah Bosma (2011)

Heren
- 6x Timothy Compernolle (2002, 2003, 2006, 2007, 2008 en 2015))
- 6x Joos Anseeuw (2009, 2010, 2011, 2012, 2014 en 2018)

#### Heren belofte
- 2x Kobe Sevenhant (2023 & 2024)